# گورستان عباس گلپت
گورستان عباس گلپت مربوط به عصر آهن است و در شهرستان خرم‌آباد، بخش ویسیان، دهستان ویسیان، روستای عباس گلپت واقع شده و این اثر در تاریخ ۱۳ آبان ۱۳۸۶ با شمارهٔ ثبت ۱۹۸۱۴ به‌عنوان یکی از آثار ملی ایران به ثبت رسیده است.